# FC U Craiova 1948
U Craiova 1948 – rumuński klub piłkarski, mający swoją siedzibę w mieście Krajowa w środkowej części kraju.

## Historia
Chronologia nazw:
- 05.09.1948: CSU Craiova
- 1950: Știința Craiova
- 1966: CS Universitatea Craiova

- 1991: FC Universitatea Craiova
- 14 maja 2012: klub rozwiązano
- 2013: FC U Craiova
- 2017: FC U Craiova 1948

Klub piłkarski CSU Craiova został założony w miejscowości Krajowa 5 września 1948 roku.
Drużyna przez pierwsze sześć lat swojego istnienia grała w niższych klasach rozgrywkowych. Po raz pierwszy do drugiej ligi awansowała w 1954 roku. Dziesięć lat później zespół zawitał do ekstraklasy, w której występował nieprzerwanie do 2005 roku.
Universitatea najbardziej owocny okres przeżywała w latach 70. i 80. W sezonie 1973–1974 podopieczni Constantina Deliu zdobyli pierwsze w historii mistrzostwo kraju, a cztery lata później - Puchar kraju. Pod koniec lat 70. miejsce zasłużonego Deliu zajęli Valentin Stanescu i piłkarska legenda Universitatei Ion Oblemenco. Duet szkoleniowy najpierw po siedmioletniej przerwie odzyskał tytuł mistrzowski (1980), a rok później do kolekcji trofeów dołączył kolejne mistrzostwo i Puchar. W rozgrywkach 1982–1983, już pod opieką Constantina Oteta i Nicolae Ivana, zespół dotarł do półfinału Pucharu UEFA. Rywalem Rumunów była SL Benfica. Wcześniej podopieczni Oteta i Ivana wyeliminowali wicemistrzów Włoch AC Fiorentinę, Girondins Bordeaux i 1. FC Kaiserslautern. W półfinale Universitatea odpadła przez jedną bramkę straconą u siebie; w pierwszym meczu w Portugalii padł bezbramowy remis, a w rewanżu w Krajowie było 1:1. O sile tamtego zespołu stanowili bramkarz Silviu Lung, libero Costică Ștefănescu, pomocnicy Aurel Beldeanu i Ion Geolgău oraz napastnicy Ilie Balaci i Rodion Cămătaru.
W drugiej połowie lat 80., kiedy nasilił się terror Nicolae Ceaușescu, w lidze wygrywała już tylko Steaua Bukareszt, której prezesem był syn dyktatora Valentin.
Klub piłkarski FC Universitatea Craiova został założony w miejscowości Krajowa w 1991 roku po tym, jak klub sportowy CS Universitatea Craiova rozwiązał sekcję piłkarską (w 1991 roku zdobył swój ostatni tytuł krajowy i Puchar Rumunii pod kierownictwem Sorina Cârțu). Chociaż klub do 1994 roku był nadal kontrolowany przez Ministerstwo Edukacji Narodowej, jednak tworzył swoją historię do początku 2010. W latach 90. klub początkowo utrzymywał się w czołówce ligi (dwa razy z rzędu – w 1994 i 1995 roku – zdobył wicemistrzostwo kraju), wygrał Puchar Rumunii w 1993 roku i osiągnął trzy finały, w 1994, 1998 i 2000. Ale od 1996 roku, po sprzedaniu najważniejszych piłkarzy (m.in. dwukrotnego króla strzelców Gheorghe Craioveanu, lidera obrony Emila Săndoia i reprezentantów kraju Ovidiu Stîngi i Gabriela Popescu) i częstych zmianach szkoleniowców, drużyna walczyła tylko o utrzymanie. Wyniki były dalekie od tego, czego fani oczekiwali od swojego zespołu. Ważną przyczyną było błędne zarządzanie w latach 90. i na początku XXI wieku. Wydawało się, że wraz z czwartym miejscem w rozgrywkach 2003/04 czterokrotny mistrz Rumunii podniesie się z kryzysu, ale już w następnym sezonie po raz pierwszy od 1964 roku klub z Krajowy zawitał do drugiej ligi.
Banicja trwała rok. Sezon 2006/07 drużyna rozpoczęła jako beniaminek rumuńskiej ekstraklasy. W sezonie 2010/2011 klub powrócił do Liga II.
20 lipca 2011 roku kub został czasowo wykluczony przez Rumuński Związek Piłki Nożnej za niemożność wycofania sporu z byłym trenerem Victorem Pițurcă z sądu cywilnego. Decyzja o wyłączeniu została zatwierdzona przez Zgromadzenie Ogólne FRF w dniu 14 maja 2012 roku. Wszyscy zawodnicy zostali uznani za wolnych agentów i podpisali kontrakt z innymi klubami.
22 czerwca 2012 roku Sąd Apelacyjny w Bukareszcie orzekł, że wyłączenie FC U Craiova z FRF jest nielegalne. 15 listopada 2012 Trybunał orzekł, że decyzja w sprawie zatwierdzenia była również niezgodna z prawem. Chociaż klub został zaproszony do rejestracji w Lidze II w sezonie 2012/13, właściciel klubu odmówił przyjęcia tego zaproszenia.
2 marca 2013 klub ogłosił, że złożył wniosek o ponowne dołączenie do zawodów, począwszy od sezonu 2013/14. Klub otrzymał miejsce w Lidze II i oficjalnie dołączył do rozgrywek 27 sierpnia 2013 roku, kiedy pokonał SCM Argeșul Pitești w czwartej rundzie Pucharu Rumunii, kwalifikując się do piątej rundy zawodów.
W kwietniu 2014 roku Najwyższy Sąd Kasacyjny i Sprawiedliwości potwierdził, że Rumuńska Federacja Piłki Nożnej "działała zgodnie z przepisami i statutami obowiązującymi, gdy członkowie głosowali za wykluczeniem klubu".
9 czerwca 2016 Sąd zdecydował, że CS Universitatea Craiova jest prawowitym właścicielem historii, nazwy i logo piłkarskiego klubu z Krajowej założonego w 1948. Jednak właściciel FC U Craiova, Adrian Mititelu, ogłosił, że zamierza kontynuować spór o historię, nazwę i logo piłkarskiego klubu piłkarskiego Craiova, twierdząc, że od 2011 roku, kiedy jego drużyna została zdyskredytowana, ani nigdy się nie zgodził prawa do historii, nazwy i logo klubu piłkarskiego dla innej osoby i że w latach 1991–2013 nie istniał zespół o nazwie CS Universitatea Krajowa.
Latem 2017 roku klub został reaktywowany jako FC U Craiova 1948 i rozpoczął grę w czwartej lidze.

## Sukcesy

### Trofea międzynarodowe
| \| \| Zdobyte trofea w rozgrywkach międzynarodowych (stan na: 31-05-2018) \| |                                                                     |      |          |
| Rozgrywki                                                                    | Osiągnięcie                                                         | Razy | Sezon(y) |
| · Liga Mistrzów · (Puchar Europy)                                            | zdobywca                                                            | 0    |          |
| · Liga Mistrzów · (Puchar Europy)                                            | finalista                                                           | 0    |          |
| · Liga Mistrzów · (Puchar Europy)                                            | 1/16 finału                                                         | 1    | 1991/92  |
| · Liga Europy · (Puchar UEFA)                                                | zdobywca                                                            | 0    |          |
| · Liga Europy · (Puchar UEFA)                                                | finalista                                                           | 0    |          |
| · Liga Europy · (Puchar UEFA)                                                | 1/32 finału                                                         | 1    | 1992/93  |
| · Puchar Zdobywców                                                           | zdobywca                                                            | 0    |          |
| · Puchar Zdobywców                                                           | finalista                                                           | 0    |          |
| · Puchar Zdobywców                                                           | 1/8 finału                                                          | 1    | 1993/94  |
| · Puchar Intertoto                                                           | zdobywca                                                            | 0    |          |
| · Puchar Intertoto                                                           | finalista                                                           | 0    |          |
| · Puchar Intertoto                                                           | ćwierćfinalista                                                     | 1    | 1996     |
| FIFA                                                                         | Zdobyte trofea w rozgrywkach międzynarodowych (stan na: 31-05-2018) |      |          |

### Trofea krajowe
| \| \| Zdobyte trofea w rozgrywkach Rumunii (stan na: 31-05-2014) \| |                                                            |      |                  |
| Rozgrywki                                                           | Osiągnięcie                                                | Razy | Sezon(y)         |
| · Mistrzostwo                                                       | I miejsce                                                  | 0    |                  |
| · Mistrzostwo                                                       | II miejsce                                                 | 2    | 1994, 1995       |
| · Mistrzostwo                                                       | III miejsce                                                | 1    | 1993             |
| Puchar                                                              | zdobywca                                                   | 1    | 1993             |
| Puchar                                                              | finalista                                                  | 3    | 1994, 1998, 2000 |
| II liga                                                             | I miejsce                                                  | 1    | 2006             |
| II liga                                                             | II miejsce                                                 | 0    |                  |
| II liga                                                             | III miejsce                                                | 0    |                  |
| Rumunia                                                             | Zdobyte trofea w rozgrywkach Rumunii (stan na: 31-05-2014) |      |                  |

## Obecny skład
| Nr | Poz. | Piłkarz              |
| -- | ---- | -------------------- |
| 1  | BR   | Sorin Mogoșanu       |
| 2  | OB   | Radu Negru           |
| 4  | OB   | Léo Lacroix          |
| 6  | PO   | Vlad Achim           |
| 8  | PO   | Dragoș Albu          |
| 9  | NA   | Jibril Ibrahim       |
| 10 | NA   | Juan Bauzá (kapitan) |
| 11 | NA   | Aurelian Chițu       |
| 14 | OB   | Danny Henriques      |
| 15 | PO   | Alexandru Blidar     |
| 16 | OB   | Matheus Mascarenhas  |
| 18 | OB   | Gabriel Compagnucci  |
| 19 | OB   | Alexandru Iordache   |
| 22 | BR   | Mario Enache         |
| 23 | PO   | Vlad Pop             |

| Nr | Poz. | Piłkarz             |
| -- | ---- | ------------------- |
| 24 | PO   | William Baeten      |
| 25 | OB   | Apostolos Diamantis |
| 26 | PO   | Bogdan Duță         |
| 27 | PO   | Mario Ilie          |
| 28 | NA   | Yassine Bahassa     |
| 29 | PO   | Lucian Duță         |
| 30 | PO   | Benjamin Van Durmen |
| 31 | BR   | Robert Popa         |
| 50 | BR   | Ionuț Gurău         |
| 51 | NA   | Sekou Sidibe        |
| 72 | OB   | Andrea Padula       |
| 74 | PO   | Marius Ciobanu      |
| 77 | PO   | Samuel Asamoah      |
| 99 | NA   | Vladislav Blănuță   |

## Stadion
Klub rozgrywa swoje mecze domowe na stadionie Ion Oblemenco w Krajowie, który może pomieścić 25,252 widzów.

## Europejskie puchary
Legenda do wszystkich tabel:
- Q – runda eliminacyjna, 1/16, 1/8, 1/4, 1/2 – odpowiednia faza rozgrywek, Grupa – runda grupowa, 1r gr – pierwsza runda grupowa, 2r gr – druga runda grupowa, F – finał, R – runda, PO – play-off
- k. – rzuty karne, los. – losowanie, Dogr. – dogrywka, w. – zasada bramek strzelonych na wyjeździe

| Sezon   | Rozgrywki                 | Runda   | Przeciwnik          | Dom | Wyjazd | Ogólnie     |
| ------- | ------------------------- | ------- | ------------------- | --- | ------ | ----------- |
| 1991/92 | Puchar Europy             | 1R      | Apollon Limassol    | 2–0 | 0–3    | 2–3         |
| 1992/93 | Puchar UEFA               | 1R      | Sigma Ołomuniec     | 1–2 | 0–1    | 1–3         |
| 1993/94 | Puchar Zdobywców Pucharów | 1R      | HB Tórshavn         | 4–0 | 3–0    | 7–0         |
| 1993/94 | Puchar Zdobywców Pucharów | 1/8     | Paris Saint-Germain | 0–2 | 0–4    | 0–6         |
| 1994/95 | Puchar UEFA               | Q       | Dinamo Tbilisi      | 1–2 | 0–2    | 1–4         |
| 1995/96 | Puchar UEFA               | Q       | Dynama Mińsk        | 0–0 | 0–0    | 0–0, k: 1–3 |
| 1996    | Puchar Intertoto          | Grupa 9 | Karlsruher SC       |     | 0–1    | 2. miejsce  |
| 1996    | Puchar Intertoto          | Grupa 9 | Spartak Trnawa      | 2–1 |        | 2. miejsce  |
| 1996    | Puchar Intertoto          | Grupa 9 | Daugava Riga        | 3–0 |        | 2. miejsce  |
| 1996    | Puchar Intertoto          | Grupa 9 | FK Čukarički        |     | 2–1    | 2. miejsce  |
| 2000/01 | Puchar UEFA               | Q       | Pobeda Prilep       | 1–1 | 0–1    | 1–2         |
| 2001    | Puchar Intertoto          | 1R      | Bylis Ballsh        | 3–3 | 1–0    | 4–3         |
| 2001    | Puchar Intertoto          | 2R      | 1. FC Synot         | 2–2 | 2–3    | 4–5         |